# Eumichtis mohina
Eumichtis mohina là một loài bướm đêm trong họ Noctuidae.